# Quistes de colédoco
Los quistes del colédoco son un tipo de patología congénita muy infrecuente que consiste en una o varias dilataciones de la vía biliar extrahepática. (Diferente a la Enfermedad de Caroli en la que hay dilataciones en la vía biliar intrahepática).

## Epidemiología
La incidencia del quiste de colédoco es de aproximadamente 1:100000-150000. Siendo esta incidencia mayor en países de Asia (especialmente Japón). Es más frecuente en mujeres que en hombres, 3:1. Hasta un 80% de los casos se diagnostican en la infancia antes de los 10 años. 

## Etiología
Las causas exactas de los quistes de colédoco no se conocen. Sin embargo, se han expuesto varias teorías. Una de las teorías más aceptadas es que se debe a una alteración en la unión entre el colédoco y el conducto pancreático, creando así un canal común que permite el reflujo de secreciones pancreáticas hacia el colédoco causando debilidad en sus paredes y formando quistes. Esta malformación se ha encontrado hasta en un 80% de los casos de quiste de colédoco, no logrando explicar aquellos casos en los que esta malformación no se presenta. 
Otra teoría propone que los quistes de colédoco pueden ser causa de una obstrucción del flujo de salida biliar, teoría que se ha logrado demostrar en modelos animales. 
También se propone que es por disfunción del esfínter de Oddi. 

## Presentación Clínica
La tríada clásica de esta patología consta de dolor abdominal (síntoma que con mayor frecuencia se presenta), ictericia y masa palpable en hipocondrio derecho (presente solo en 20% de los casos). 
Estos síntomas pueden estar acompañados de náuseas, vómitos, fiebre.

## Diagnóstico
Los métodos de diagnóstico más eficaces son los estudios de imagen, dentro de los cuales encontramos la ecografía abdominal (EA), tomografía computarizada (TC), colangiopancreatografía retrógrada endoscópica (CPRE) y resonancia magnética (RM). 
Dentro de los exámenes de laboratorio se utilizan el hemograma general, bilirrubinas, transaminasas, FA, GGT, transaminasas.

## Clasificación

Clasificación de Todani y Col:
| Clasificación | Características                                                              |
| ------------- | ---------------------------------------------------------------------------- |
| Tipo 1        | Dilatación del árbol biliar extrahepático. A) Quístico B) Focal C) Fusiforme |
| Tipo 2        | Divertículo del Colédoco                                                     |
| Tipo 3        | Dilatación del árbol biliar en el duodeno, coledocele                        |
| Tipo 4        | a. Compromiso intra y extrahepático b. Compromiso extrahepático solamente    |
| Tipo 5        | Dilatación limitada a conductos intrahepáticos (Enfermedad de Caroli)        |

## Complicaciones
Cálculos y estenosis biliares, pancreatitis, cirrosis biliar secundaria, colangitis, ruptura espontánea del quiste, colangiocarcinoma, neoplasia de vía biliar (más temible y más frecuente). 

## Tratamiento
El tratamiento para los quistes de colédoco va a depender del tipo de quiste que se tenga, pero casi siempre será quirúrgica. Cabe mencionar que la técnica quirúrgica más utilizada es la quistectomia con reconstrucción de la continuidad anatómica mediante la hepaticoyeyunostomia en “Y de Roux”.

## Fuente
1. A. Mayorga-Garcés, H. Mayorga-Garcés. (diciembre de 2018). ACTUALIZACIÓN EN EL DIAGNÓSTICO Y TRATAMIENTO DE LOS QUISTES DE COLÉDOCO. RAPD ONLINE VOL. 41. 
Recuperado de https://www.sapd.es/revista/2018/41/6/02/pdf
2. Laura Arroyo-Martínez, Royner Montero-Carvajal, José Ayi-Wong. (2004). Quiste del colédoco como causa de dolor abdominal. Acta méd. costarricense vol.46 n.3. 
Recuperado de http://www.scielo.sa.cr/scielo.php?script=sci_arttext&pid=S0001-60022004000300009
3. R. Uribarrena Amezaga, N. Raventós, J. Fuentes, J. Elías, V. Tejedo y R. Uribarrena Echebarría. (2008). Diagnóstico y tratamiento de los quistes de colédoco. Presentación de 10 nuevos casos. Revista Española de Enfermedades Digestivas Vol. 100 N.º 2. Recuperado de http://scielo.isciii.es/scielo.php?script=sci_arttext&pid=S1130-01082008000200002
4. Said Gihaa,Yulys Redondob,Gibran Quinteroc. (2016). Quiste de colédoco: diagnóstico y manejo intraoperatorio. Revista de Pediatría.
Recuperado de http://www.elsevier.es/es-revista-pediatria-213-articulo-quiste-coledoco-diagnostico-manejo-intraoperatorio-S0120491216300064
5. Vinay Kumar, Abul K. Abbas, Jon C. Aster. (2015). Robbins and Cotran Patología Estructural y Funcional. 9ª Edición. 2015 Elsevier, España.
- Datos: Q2027937
- Multimedia: Choledochal cysts / Q2027937